# Vicia floridana
Vicia floridana är en ärtväxtart som beskrevs av Sereno Watson. Vicia floridana ingår i släktet vickrar, och familjen ärtväxter. Inga underarter finns listade i Catalogue of Life.